# I liga polska w piłce siatkowej mężczyzn (1980/1981)
I liga polska w piłce siatkowej mężczyzn 1980/1981 – 45. edycja rozgrywek o mistrzostwo Polski w piłce siatkowej mężczyzn.

## Drużyny uczestniczące
| | I liga 1980/1981 |   |      |
| --- | ---------------- | - | ---- |
| WRO | Gwardia Wrocław  | 1 | PEMK |
| OLS | AZS Olsztyn      | 2 |      |
| LEG | Legia Warszawa   | 3 |      |
| RZE | Resovia          | 4 |      |
| MIL | Płomień Milowice | 5 |      |
| KRA | Hutnik Kraków    | 6 |      |
| ŁÓD | Resursa Łódź     | 7 |      |
| AND | Beskid Andrychów | 8 |      |
| | Awans z II ligi  |   |      |
| ŚWI | Avia Świdnik     |   |      |
| WAR | AZS-AWF Warszawa |   |      |
| Oznaczenia: - kolumna pierwsza – skróty nazw drużyn wpisane na mapie (jeśli ta została zamieszczona), - kolumna trzecia – miejsce zajęte przez daną drużynę w poprzednim sezonie. |                  |   |      |

## Klasyfikacja końcowa
| Miejsce | Drużyna          |
| ------- | ---------------- |
| 1.      | Gwardia Wrocław  |
| 2.      | Legia Warszawa   |
| 3.      | Hutnik Kraków    |
| 4.      | AZS Olsztyn      |
| 5.      | Resovia          |
| 6.      | Resursa Łódź     |
| 7.      | Beskid Andrychów |
| 8.      | Płomień Milowice |
| 9.      | Avia Świdnik     |
| 10.     | AZS-AWF Warszawa |

     spadek do II ligi